# Babymetal
Babymetal, gestileerd als BABYMETAL, is een Japanse metal-, zang- en dansgroep, bestaande uit drie vrouwen. De groep werd opgericht in 2010 en bestond toen uit Suzuka Nakamoto (Su-metal), Moa Kikuchi (Moametal) en Yui Mizuno (Yuimetal). In 2018 verliet Yuimetal de band om gezondheidsredenen, ze werd in 2023 vervangen door Momoko Okazaki (Momometal). Babymetal wordt gemanaged door het talentenbureau Amuse.

## Geschiedenis
De groep werd aanvankelijk opgericht als een subeenheid van de vrouwelijke idoolgroep Sakura Gakuin onder het concept van een "fusie van metal en idoolmuziek". Geen van de drie leden wist wat metalmuziek was voor de band werd opgericht.
Babymetals eerste in eigen beheer uitgebrachte cd-single, BabyMetal × Kiba van Akiba, werd nummer 3 in de Oricon Weekly Indie Chart en nummer 1 in de Tower Records Shibuya Weekly Indie Ranking. Hun debuutsingle Ijime, dame, zettai was binnen een week 19.000 keer verkocht en kwam binnen op nummer 6 in de Oricon Weekly Singles Chart.
In het voorjaar van 2013 had zangeres en danseres Suzuka Nakamoto de middelbare school afgerond en moest daarom als "afgestudeerde" de groep Sakura Gakuin (die bestaat uit meisjes tot aan de middelbare school) verlaten. Het management besloot echter dat Babymetal zou blijven doorgaan als band. De groep bracht haar volgende single Megitsune uit op 19 juni. Op 20 november 2013 bracht Babymetal zijn eerste live-dvd/blu-ray uit. De blu-rayversie eindigde op de zevende plaats in de wekelijkse Oricon Blu-ray Charts en op de tweede plaats onder muziekblu-rays. De schijf bevatte drie verschillende concerten.
Babymetal deed mee aan het rockfestival Summer Sonic dat op 10 en 11 augustus 2013 werd gehouden in Tokio en Osaka. Het was hun tweede optreden op het festival: in 2012 werden ze de jongste artiesten ooit (met de gemiddelde leeftijd van 12) die daar hadden opgetreden. Later, in oktober 2013, was Babymetal ook de jongste groep ooit die deelnam aan het heavymetalfestival Loud Park. In november 2013 bracht Babymetal een promotievideo uit voor de Japanse première van Metallica's film Through the Never.
De groep kondigde aan dat ze een tweedaags liveconcert zouden houden in de arena Budokan in Tokio, gepland op 1 en 2 maart 2014, en dat ze een eerste album van 13 nummers zouden uitbrengen op 26 februari 2014, dat ook beschikbaar zou zijn in een gelimiteerde oplage bestaande uit een dvd met muziekvideo's en beelden van liveoptredens.
In 2016 begon Babymetal aan een wereldtournee die afgetrapt werd in de Wembley Arena in Londen met een live-verbinding met Japan. Hierop zouden ze supportact zijn van onder meer Metallica, Red Hot Chili Peppers en Guns N' Roses.

## Muziekstijl
Het platenlabel beschrijft de stijl van de band als "kawaii metal" ("schattige metal") en verklaart dat het "een mix is van J-pop idoolmuziek en heavy metal".

## Oorsprong van de bandnaam
Volgens producer Kobametal kwam de naam Babymetal in hem op door een openbaring (als een "goddelijke boodschap"). Het is een woordspeling op "heavy metal", omdat "baby" volgens Japanse uitspraak op "heavy" rijmt. Het woord "baby" heeft te maken met schattigheid, terwijl "metal" intensiteit aanduidt. Ook leek het hem leuk om het te interpreteren als "pasgeboren metal". In een interview voor Razor TV in Singapore (eind 2013), gebruikten ook de bandleden de laatste interpretatie. Zij verklaarden dat hun merk van metal een pasgeboren genre was, en dat was waar "baby" in "Babymetal" voor stond.

## Bezetting
| Naam | Naam                          | Artiestennaam | Functie    | Geboortedatum    | Prefectuur van herkomst |
| ---- | ----------------------------- | ------------- | ---------- | ---------------- | ----------------------- |
|      | Suzuka Nakamoto (中元 すず香) | Su-metal      | Zang, dans | 20 december 1997 | Hiroshima               |
|      | Moa Kikuchi (菊地 最愛)       | Moametal      | Zang, dans | 4 juli 1999      | Aichi                   |
|      | Momoko Okazaki (岡崎 百々子)  | Momometal     | Zang, dans | 3 maart 2003     | Kanagawa                |

#### Oud-leden

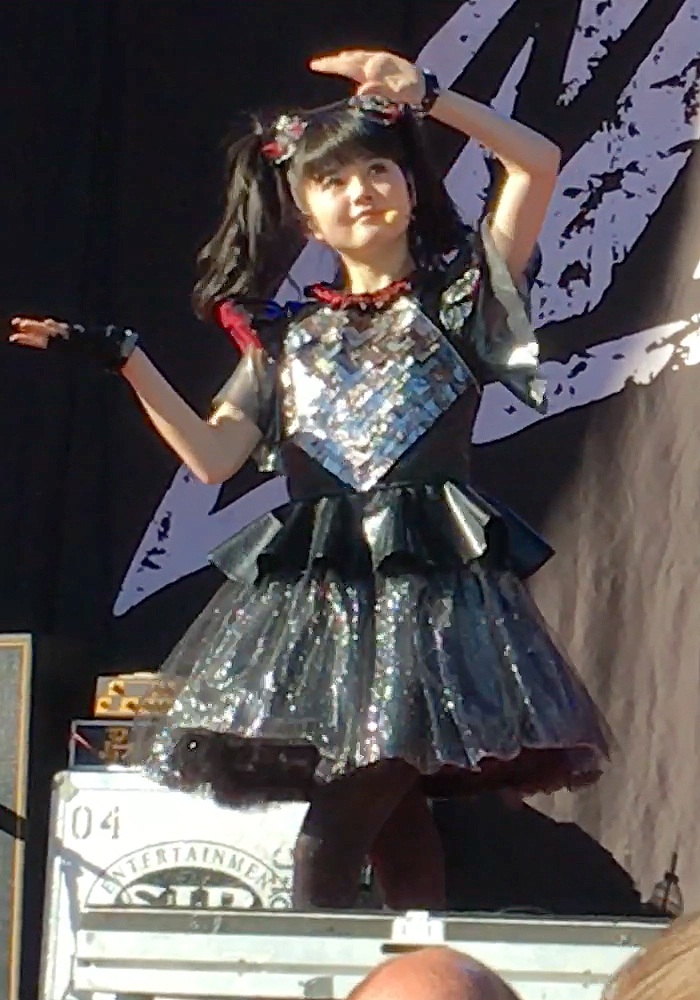
Oud-lid Yuimetal (2017)

- Yui Mizuno - Yuimetal (水野 由結), zang en dans (2010-2018)
- Riho Sayashi (鞘師 里保), dans (2019-2020)
- Kano Fujihira (藤平 華乃), dans (2019-2020)

### Kami-band
Liveoptredens worden ondersteund door een back-upband genaamd de Kami-Band die in corpse-paint verschijnen, d.w.z. twee gitaristen, een bassist en een drummer staan tijdens het concert op het podium.

#### Bandleden
- Takayoshi Ohmura (C4) — gitaar
- Leda (Deluhi/Galneryus) — gitaar
- BOH (Binecks) — basgitaar
- Hideki Aoyama (Ever+Last) — drums (2013-heden)
- Takita Isamu — drums
- Yuya Maeta (Blue Man Group) — drums

#### Voormalig bandleden
- Maeda Ayano - drums
- ISAO (Cube-ray) - gitaar
- Murasakineri (Fairy Teikoku / UnluckyMorpheus) - gitaar
- RYO (voorheen BLOOD STAIN CHILD) - basgitaar
- SHIN (voormalige PRCEE) - drums
- IKUO (BULL ZEICHEN 88 / voormalige Lapis Lazuli) - basgitaar
- Maeda Aki (I Do not Like Mondays.) - drums
- Kobayashi Shinichi (Hell Quartet) - gitaar
- Kadoharuro (TAKUYA en de Cloud Collectors) - drums
- Hiroyuki Arai - gitaar
- Nomura Yasutaka - gitaar
- MIZ (Mizuho Mori) - viool
- Mikio Fujioka — gitaar (2013-2018) †

## Discografie

### Singles
- Babymetal × Kiba of Akiba (BABYMETAL × キバオブアキバ), 2012
- Headbangeeeeerrrrr!!!!! (ヘドバンギャー!!), 2012
- Ijime, Dame, Zettai (イジメ、ダメ、ゼッタイ), 2013
- Megitsune (メギツネ), 2013

### Studioalbums
- Babymetal, 2014
- Metal Resistance, 2016
- Live at Wembley, 2016
- Metal Galaxy, 2019
- The Other One, 2023

### Dvd-singles
- Doki Doki Morning (ド・キ・ド・キ☆モーニング), 2011

### De Zwaarste Lijst
| Nummer   | '09* | '10* | '11* | '12* | '13 | '14 | '15 | '16 | '17 | '18 | '19 | '20 | '21 | '22 | '23 | '24 | '25 |
| -------- | ---- | ---- | ---- | ---- | --- | --- | --- | --- | --- | --- | --- | --- | --- | --- | --- | --- | --- |
| Ratatata | -    | -    | -    | -    | -   | -   | -   | -   | -   | -   | -   | -   | -   | -   | -   | -   | 57  |

- Tot 2012 had de Zwaarste Lijst 70 plaatsen. Dit werd vanaf 2013 verminderd tot 66. In 2021 en 2022 bevatte de lijst 666 plaatsen.

## Filmografie
- Live: Legend I, D, Z Apocalypse, 2013